# Lecanora meridionalis
Lecanora meridionalis är en lavart som beskrevs av Hugo Magnusson. Lecanora meridionalis ingår i släktet Lecanora och familjen Lecanoraceae.   Inga underarter finns listade i Catalogue of Life.